# Мавля (приток Альмы)
Мавля (также Мавлю, балка Оленьи Тропы, Менер; укр. Мавля, крымскотат. Mavlâ, Мавля) — маловодная река (балка) в Алуштинском регионе Крыма, правый приток Альмы. Длина водотока — 8,1 км, площадь водосборного бассейна — 24,0 км², уклон русла — 27 м/км. В сборнике «Крымское государственное заповедно-охотничье хозяйство им. В. В. Куйбышева» 1963 года у Мавли записаны длина реки 9,8 км, площадь бассейна 24,6 км², высота истока 580 м, устья — 316 м. Существует версия, что название Мавля происходит от слова Менер, что в переводе с крымскотатарского означает родник.

## География
Истоком реки считается источник Кособродов фонтан на западных склонах горы Голый Шпиль, или родник Кособродов, названый в честь династии лесников Кособродовых, отца Дмитрия и семерых сыновей, помогавших партизанам в Гражданскую войну (отец) и в Великую Отечественную (сыновья), в отложениях Триасового периода, на территории Крымского заповедника. Начинается Мавля балкой Оленьи Тропы, пролегает, общим направлением, на юго-запад. С юга от долины реки расположен хребет Абдуга. Николай Васильевич Рухлов описывал вблизи устья реки источник «Мавля-Чокрак», дававший 4280 вёдер в сутки. У реки, согласно справочнику «Поверхностные водные объекты Крыма», 1 безымянный приток длиной менее 5 километров, при этом на картах подписаны балки-притоки — левый Абдугинская и правый Кизил-Яр. Мавля впадает в Альму в 58,0 километрах от устья. Водоохранная зона реки установлена в 50 м.